# برند تي ماتياس
برند تي ماتياس (بالإنجليزية: Bernd T. Matthias)‏ هو فيزيائي أمريكي، ولد في 8 يونيو 1918 في فرانكفورت في ألمانيا، وتوفي في 27 أكتوبر 1980.